# Egon Horst
Egon Horst (Aschaffenburg, 25 de noviembre de 1938 - Hamburgo, 17 de febrero de 2015) fue un futbolista alemán que jugaba en la demarcación de defensa.

## Biografía
Debutó como futbolista en 1957 con el Viktoria Aschaffenburg tras formarse en las categorías inferiores del club. Jugó durante tres años en el club, hasta que en 1960 fichó por el FC Schalke 04. No fue hasta 1963 que empezó a jugar en la Bundesliga, quedando en octava posición esa temporada. En 1965 dejó el club para fichar por el Hamburgo SV. Con el equipo llegó a disputar la final de la Copa de Alemania de 1967 y la final de la Recopa de Europa de 1968, perdiendo contra el Bayern de Múnich y contra el AC Milan, respectivamente. Finalmente, en 1970, colgó las botas.
Falleció el 17 de febrero de 2015 a los 76 años de edad.

## Clubes
| Club                   | País                | Año         | Partidos | Goles |
| ---------------------- | ------------------- | ----------- | -------- | ----- |
| Viktoria Aschaffenburg | Alemania Occidental | 1957 - 1960 | 30       | 3     |
| FC Schalke 04          | Alemania Occidental | 1960 - 1965 | 131      | 2     |
| Hamburgo SV            | Alemania Occidental | 1965 - 1969 | 145      | 0     |